# James Edward Earnshaw
James Edward Earnshaw (* 28. August 1808 in Dundee, Schottland; † 24. November 1870 in Nürnberg) war Maschinenbauer. Er konstruierte besondere Dampfmaschinen, sog. Block- und Balanciermaschinen

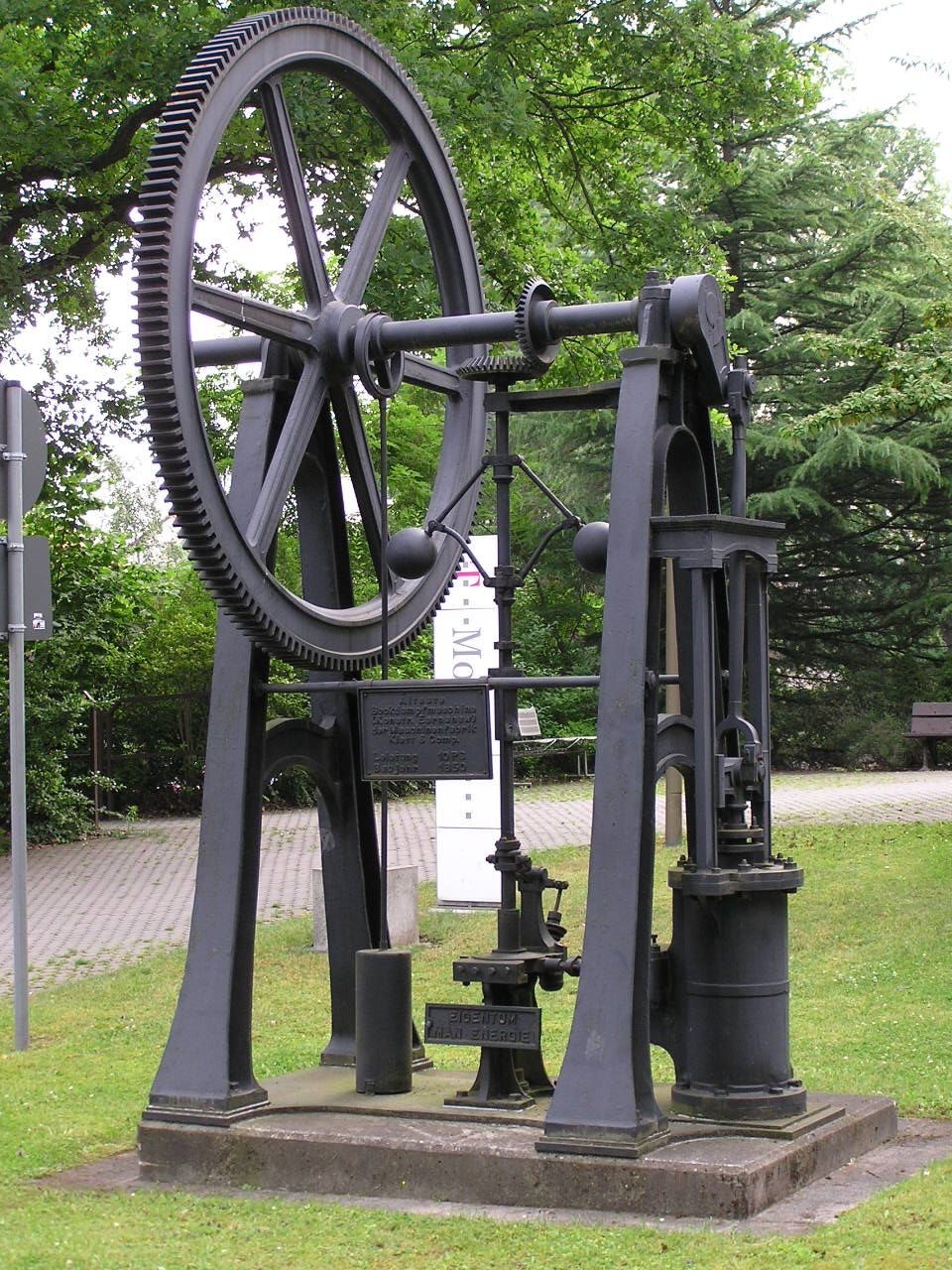
Bockdampfmaschine

(Balanciermaschinen sind Dampfmaschinen mit vertikal stehenden Dampfzylindern, bei denen die Übertragung der Kolbenbewegung auf das Kurbeltriebwerk mittels eines Balanciers erfolgt.
Dieser Maschinentypus verdankt seine Entstehung dem Umstande, dass die ersten Dampfmaschinen zum Wasserpumpen benutzt wurden, wobei der Balancier ein bequemes Übertragungsglied zwischen der Dampfkolbenstange und dem Pumpengestänge bildet.)

## Leben und Familie

Wohn- und Bürohaus der Firma Earnshaw an der Gießereistraße 2. (StadtAN C 20/V Nr. 15701, Stadtarchiv Nürnberg)

Earnshaw wurde 1808 in Dundee, Schottland geboren und war seit 1835, also bereits mit 27 Jahren, in Nürnberg ansässig und seit 1845 in Wöhrd Nr. 236 wohnhaft. 1845 gab er beim Magistrat um seine Ansässigmachung ein und erwähnte in dem Niederlassungsgesuch, dass sein Vermögen von den 2000 fl (Gulden), die er in die Firma Klett & Co. eingebracht hatte, bereits auf 4000 fl angewachsen sei. Sein jährliches Honorar betrug 1200 fl. Nachdem der Armenpflegschaftrat und die Gemeindebevollmächtigten ihre Zustimmung erteilt hatten, wurde ihm durch Beschluss des Magistrats die Aufnahme als „Insasse“ gewährt.
Earnshaw hatte aus erster Ehe einen Sohn William Edward, der ca. 1834 geboren war. In zweiter Ehe war er mit einer Johanna Schwarz acht Jahre kinderlos verheiratet. Von dieser wurde er durch das königliche Appellationsgericht für Oberfranken in Bamberg am 18. Januar 1845 geschieden.
Earnshaw war evangelisch und bei St. Lorenz geführt, obwohl er als Schotte reformiert gewesen sein dürfte. Ende 1845 heiratete er in dritter Ehe die Oberpostamtsoffizialwitwe Christine Vörhölzer, geb. Albanus.
Am 24. November 1870 starb Earnshaw in der Giessereistraße (wo er wahrscheinlich schon seit 1842 gewohnt hatte) und wurde auf dem Wöhrder Friedhof bestattet. Sein Grab C444 ist noch erhalten.

## Erfindungen
Er erfand eine besondere Steuerung für Dampfmaschinen zugunsten einer rationelleren Dampfverteilung. Diese Earnshaw-Steuerung nahm in der Geschichte der Dampfmaschinen einen besonderen Platz ein, weil sie einem wesentlich geringeren Verbrauch an Dampf und Feuer zur Folge hatte.

## Die Firma James Edward Earnshaw & Comp.

### Gründung
Im Revolutionsjahr 1848 wurde die Firma James Edward Earnshaw & Comp. gegründet. Seit dem 19. Februar 1834 waren erst knappe 15 Jahre der Gründung der Königlich privilegierten Ludwigs-Eisenbahn-Gesellschaft mit Sitz in Nürnberg und Fürth vergangen und 7 Jahre seit dem Entstehen der Firma Eisengießerei Klett & Comp.
Bedeutend wurde der Großkaufmann Johann Friedrich Klett, der vom Vorbild Englands angeregt, sich mit der Idee einer Fabrikation von Maschinen trug, was es in Bayern damals noch kaum gab.
Da es auch an Technikern und Ingenieuren fehlte, war man auf England angewiesen, das auf diesem Gebiet um einige Jahrzehnte voraus war. Kletts Intentionen trafen mit der Ankunft von englischen Ingenieuren zusammen, die vorher in Zürich tätig gewesen waren. Er begann im Jahr 1841/42 mit drei bzw. vier Engländern auf dem Gelände nördlich der Pegnitz zwischen dem Wöhrder Türlein und der Vorstadt Wöhrd mit dem Betrieb einer Maschinenfabrik.
Bei den Engländern befand sich auch der Schotte James Edward Earnshaw. Mit ihm und mit zwei anderen schloss Klett einen Gesellschaftervertrag und so wurde Earnshaw Associé und Mitbegründer der Firma, an der er auch mit seinem Kapital – nach seinen Aussagen waren es 2000 fl. – beteiligt war. Möglicherweise ist Earnshaw schon 1835, also im Eröffnungsjahr der Ludwigsbahn, nach Nürnberg gekommen, vielleicht angezogen durch seinen schottischen Landsmann William Wilson, dem ersten Lokführer des Adler.
Als nach dem Tod Joh. Friedr. Kletts im Jahr 1847 sich die Engländer von der Firma trennten, war Earnshaw der letzte, der ausschied und der einzige, der in Nürnberg ansässig blieb.
Zusammen mit Earnshaw schied aus der Firma Klett auch der Ingenieur Leo Haas aus, um mit ihm eine eigene Firma derselben Gattung zu gründen. Gründungsjahr der Maschinenfabrik und Eisengießerei J. Edward Earnshaw & Co. war 1847. Die Konzession vom Magistrat wurde ein Jahr später, am 15. Dezember 1848 erteilt.
Der künftige Standort der Fabrik befand sich in unmittelbarer Nähe des Klett'schen Werkes, direkt vor dem westlichen Tor Wöhrds.

### Produktion
Die Produktion richtete sich anfangs auf allgemeinen Maschinenbau, insbesondere Dampfmaschinen und Einrichtungen von Mühlen, dann Transmissionen, Turbinen und Wasserräder. Die eigene Fabrik wurde von einer stehenden Dampfmaschine angetrieben.

### Veränderungen
Zehn Jahre nach der Gründung erfolgte die Veränderung im Besitz. Am 1. Mai 1857 trat James Edward Earnshaw aus der Firma aus und überließ den halben Anteil an Maschinen und Werkzeugen dem Leo Haas, der bisher der technische Leiter der Fabrik war, sowie seinem Sohn William Edward Earnshaw. Leo Haas hatte mit seinem Vermögen zu haften, das sich zu dieser Zeit auf 25.000 fl belief.
James Edward Earnshaw ließ in der Firma fürs Erste ein Kapital von 16.697 fl (Gulden) und 22 Kreuzer stehen und betrieb nur noch die Eisengiesserei selbst.
Am 23. Dezember 1858 verzichtete Earnshaw sen. auf sein Konzessionsrecht an der Maschinenfabrik.
In den folgenden Jahren gingen weitere Besitzveränderungen vonstatten. Laut Grundsteuerkataster von 1871 kauften am 15. November 1866 Leo Haas und sein Kompagnon Earnshaw das gesamte Grundstück – ausgenommen die Eisengiesserei – dem James Edward Earnshaw für 27.000 fl ab.
Am 2. Juni 1868 kaufte Leo Haas dem James Edward Earnshaw dessen Anteil um 16.500 fl ab. Dieser schied aus der Firma aus und Leo Haas war nun alleiniger Besitzer.

## Auszug aus dem Nürnberger Adressbuch von 1863
Straße nach Wöhrd
Nr. 191: Earnshaw James Edward, Maschinenfabrik. Bes.: Leo Haas

Nr. 184: v. Cramer-Klett Theod., Kaufmann u. Fabrikbes.

Nr. 185a: Kock Ludwig, Dr.med.prakt. Arzt

Nr. 187 u. 194: v. Tucher'sche Freih. Gesamtfamilie

Nr. 188a: von Oelhafen Carl, kgl. Hauptmann

Nr. 190: Neubauer Paulus, Gartenbesitzer